# Camenta salisburiana
Camenta salisburiana är en skalbaggsart som beskrevs av Louis Albert Péringuey 1904. Camenta salisburiana ingår i släktet Camenta och familjen Melolonthidae. Inga underarter finns listade.